# Luis Alberto Romero (historiador)
Luis Alberto Romero (n. Buenos Aires; 15 de octubre de 1944) es un historiador argentino e hijo de José Luis Romero,. Se desempeña habitualmente como editorialista del diario La Nación. Diferentes historiadores critican su estilo es un asiduo concurrente a los distintos medios de comunicación, donde difunde sus argumentos, caracterizados por sus críticos como anacrónicos, sin tomar en cuenta el contexto histórico.

## Obras
- La Argentina que duele. Historia, política y sociedad. Conversaciones con Alejandro Katz. Buenos Aires, Katz Editores, 2013.
- La larga crisis argentina.Del siglo XX al siglo XXI. Buenos Aires, Siglo XXI Editores, 2013  (Primera edición, 2003).
- Breve historia contemporánea de la Argentina. Buenos Aires, Fondo de Cultura Económica, 1994. 3a edición, ampliada, 2012.
- A history of Argentina in the Twentieth Century. Traducido por James P. Brennan. The Pennsylvania State University Press, Pennsylvania, 2002.  “da de. Ampliada: 2013. Reeditada por Fondo de Cultura Económica, Buenos Aires, 2006.
- História Contemporânea da Argentina. Traduçao: Edmundo Barreiros. Río de Janeiro, Jorge Zahar Editor, 2006.
- Buenos Aires/Entreguerras. La callada transformación, 1914-1945. (compilación, con Francis Korn). Buenos Aires, Alianza Editorial, 2006.
- Sociedad democrática y política democrática en la Argentina del siglo XX. Bernal, Universidad Nacional de Quilmes, 2004.
- La Argentina en la escuela. La idea de nación en los libros de texto. (Con Luciano de Privitellio. Silvina Quintero e Hilda Sabato). Buenos Aires, Siglo XXI Editores Argentina, 2004.
- Grandes discursos políticos de la historia argentina. Selección y prólogo, con Luciano de Privitellio. Buenos Aires, Aguilar, 2000.
- Buenos Aires, historia de cuatro siglos. (Dirección, con José Luis Romero). 2 vol., Buenos Aires, abril, 1983. 2.ª edición, ampliada, Buenos Aires, Altamira, 2000.
- Argentina. Una crónica total del siglo XX. Buenos Aires, Aguilar, 2000.
- Grandes entrevistas de la historia argentina. Selección y prólogo, con Sylvia Saítta. Buenos Aires, Aguilar, 1998.
- Volver a la historia. Su enseñanza en el tercer ciclo de la EGB. Buenos Aires, Aique, 1997.
- Qué hacer con los pobres. Elite y sectores populares en Santiago de Chile, 1840-1895. Buenos Aires, Sudamericana, 1997.  2.ª ed. Santiago de Chile, Ariadna Ediciones, 2007.
- Sectores populares, política y cultura: Buenos Aires en la entreguerra. (Con Leandro H. Gutiérrez). Buenos Aires, Sudamericana, 1995. 2.ª edición: Buenos Aires, Siglo XXI, 2006.
- Los trabajadores de Buenos Aires, 1850-1880. La experiencia del mercado (con Hilda Sabato). Buenos Aires, Sudamericana, 1992.
- Una historia argentina. (con Lilia Ana Bertoni y Graciela Montes). Buenos Aires, El Quirquincho, 1992.
- Buenos Aires criolla, 1820-1850. Buenos Aires, Centro Editor de América Latina, 1983.
- Pensamiento conservador, 1815-1898. Selección y notas, con José Luis Romero. Caracas, Biblioteca Ayacucho, 1979.
- Pensamiento político de la emancipación. Selección y notas, con José Luis Romero, Caracas, Biblioteca Ayacucho, 1978.
- La Sociedad de la Igualdad. Los artesanos de Santiago de Chile y sus primeras experiencias políticas, 1820-1851. Buenos Aires, Editorial del Instituto Di Tella, 1978.
- La feliz experiencia (1820-1824). Buenos Aires, La Bastilla, 1976.
- Sistema socioeconómico y estructura regional en Argentina. (con Alejandro Rofman). Buenos Aires, Amorrortu, 1973.
- Los golpes militares, 1812-1955. Buenos Aires, Carlos Pérez Editor, 1969.

## Premios y distinciones
- Diploma al Mérito Konex 2004. Letras argentinas: Historia.[4]
- Mención especial, en el Premio Nacional de Historia y Arqueología 1982-85, para Buenos Aires, historia de cuatro siglos.